# Farmacia-Museo de Leópolis

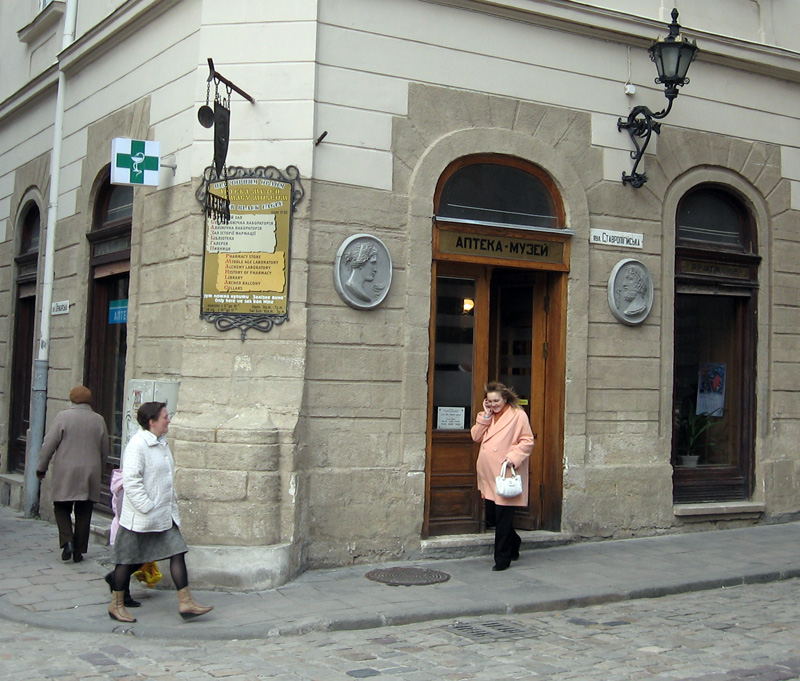
Farmacia-Museo de Leópolis

#### Historia
La Farmacia-Museo de Leópolis (Львів (Lʹviv) en ucraniano) está situada el número 2 de la calle Drukarska. El museo fue fundado en el año 1966 en el local donde desde hace muchos años continúa existiendo una antigua farmacia. Allí se produce una medicina llamada "Vino del hierro", utilizada para tratar la anemia.
La exposición del museo se divide en 16 salas, que contienen más de 4 mil artículos. En la sala comercial se encuentra una antigua balanza farmacéutica, considerada la pieza principal de la exposición. En la sala donde antes se encontraba el depósito de la farmacia, está ubicada una colección de vajilla farmacéutica y medicamentos antiguos. El interior de la tercera sala es un antiguo laboratorio, donde los farmacéuticos de la ciudad creaban sus medicamentos.
Parte de la exposición está en un pabellón antiguo, construido a finales del siglo XV y principios del siglo XVI. Allí se encuentra el laboratorio de alquimia (que fue reproducido con ayuda de los cuadros y libros antiguos) y una biblioteca que contiene aproximadamente 3 mil libros.
En los sótanos de la antigua farmacia, están reproducidos los interiores de la primera parte del siglo XVIII. También ha sido reconstruido el patio anterior.